# Cédric Beullens
Cédric Beullens (Onze-Lieve-Vrouw-Waver, 27 januari 1997) is een Belgisch wielrenner die anno 2022 rijdt voor Lotto Soudal.
Nadat hij in 2019 stage heeft gelopen bij Wanty - Gobert Cycling Team werd hij in 2020 prof bij Sport Vlaanderen-Baloise.

## Palmares
2018
3e etappe Ronde van Vlaams-Brabant
2019
2e etappe Ronde van Vlaams-Brabant

## Resultaten in voornaamste wedstrijden
| Jaar | Ronde van Italië | Ronde van Frankrijk | Ronde van Spanje |
| ---- | ---------------- | ------------------- | ---------------- |
| 2020 |                  |                     |                  |
| 2021 |                  |                     |                  |
| 2022 |                  |                     | 108e             |
| 2023 |                  |                     |                  |
| 2024 |                  | 121e                |                  |
| 2025 |                  |                     |                  |

| Jaar | Milaan-San Remo | Gent-Wevelgem | Ronde van Vlaanderen | Parijs-Roubaix | Amstel Gold Race | Parijs-Tours |
| ---- | --------------- | ------------- | -------------------- | -------------- | ---------------- | ------------ |
| 2020 |                 | opgave        | 75e                  |                |                  |              |
| 2021 |                 | 70e           | 47e                  |                |                  | 64e          |
| 2022 |                 | 31e           | 65e                  | 59e            |                  |              |
| 2023 |                 | 71e           |                      | 27e            |                  | opgave       |
| 2024 | 93e             |               | 64e                  | 81e            |                  | 45e          |
| 2025 |                 |               |                      | 51e            | opgave           |              |

## Ploegen
- 2019 –  Wanty - Gobert Cycling Team (stagiair vanaf 1 augustus)
- 2020 –  Sport Vlaanderen-Baloise
- 2021 –  Sport Vlaanderen-Baloise
- 2022 −  Lotto Soudal
- 2023 −  Lotto-Dstny
- 2024 –  Lotto-Dstny
- 2025 –  Lotto

Barbero (vanaf 1/5) · Beullens · Campenaerts · Conca · Cras · De Buyst · De Gendt · De Lie · Drizners · Ewan · Frison · Gilbert · Grignard · Holmes · Janse van Rensburg (vanaf 1/5) · Kluge · Kron · Małecki · Moniquet · Schwarzmann · Selig · Sweeny · Van Gils · Van Moer · Vanhoucke · Vermeersch · Verschaeve · Vervloesem · Wellens
Adamietz · Beullens · Campenaerts · De Buyst · De Gendt · De Lie · Drizners · Eenkhoorn · Ewan · Frison · Grignard · Guarnieri · Kron · Livyns · Menten · Moniquet · Paasschens · Schwarzmann · Segaert (vanaf 24/2) · Selig · Sepúlveda · Slock · Sweeny · Van de Paar · Van Eetvelt · Van Gils · Van Moer · Vanhoucke (vanaf 15/8) · Vermeersch
Adamietz · Berckmoes · Beullens · Campenaerts · Currie · De Buyst · De Gendt · De Lie · Drizners · Eenkhoorn · Gregaard · Grignard · Guarnieri · Kron · Livyns · Menten · Moniquet · Paasschens · Segaert · Taminiaux · Sepúlveda · Slock · Vandenabeele · Van de Paar · Van Eetvelt · Van Gils · Van Moer · Vanhoucke · Vermeersch